# Club 300
Club 300 är en förening av och för fågelskådare, som existerar vid sidan av  Birdlife Sverige, och dess olika lokalföreningar. Föreningen startade 1984. I klubbens början var ett krav att ha sett 300 arter i Sverige för att få vara medlem. Detta krav slopades 1998.  
Föreningen har under åren haft flera olika system för att kommunicera ut observationer av ovanliga fåglar: 
- Larmtavlan. Vid parkeringen strax norr om Ölands Södra Udde finns en anslagstavla, här satte fågelskådare upp lappar med vilka ovanliga fåglar de sett och var. 
- Telefonsvarare. Ett gratisnummer för att ringa och rapportera ovanliga fåglar, som sedan lästes in och ett betalnummer att ringa för att höra inläsningarna. 
- Personsökare för att larma ut rariteter. Varje art, ort och landskap har olika koder. Också skådarna har personliga fyrsiffriga koder. En hundrasidig manual i A5-format krävdes för att använda koderna. 
- Mobilappen BMS (Bird Messaging System), ett system baserat på mobildata. Användarvänligare och enklare än personsökare. 
- Mobilappen Bird Alarm, en utveckling av BMS med fler funktioner såsom vägbeskrivningar med GPS-koppling och möjlighet att bifoga ljud och bild. 
Medlemstidningen heter Roadrunner, och utkommer med fyra nummer per år. Roadrunner är engelska för det amerikanska fågelsläktet tuppgökar, och i tidningens logotyp finns en större tuppgök. 